# Гончаренко, Светлана Валентиновна
Светла́на Валенти́новна Гончаре́нко (в девичестве — Доро́нина, 28 мая 1971, Ростов-на-Дону) — российская легкоатлетка, бронзовый призёр Олимпийских игр в эстафете 4×400 метров. Заслуженный мастер спорта России, кавалер ордена «За заслуги перед Отечеством» II степени.

## Карьера
На Олимпиаде в Сиднее вместе с Юлией Сотниковой, Ольгой Котляровой и Ириной Приваловой завоевала бронзовую медаль в эстафете 4×400 метров.
На чемпионатах мира становилась серебряным призёром и победителем — в 1995 и 1999 году.
Трёхкратная победительница чемпионатов мира в помещении, серебряный призёр чемпионата Европы и двукратный победитель чемпионатов Европы в помещении.

## Личная жизнь
Окончила Новочеркасский государственный технический университет.